# جوزيب توبيتش
جوزيب توبيتش مواليد 22 أكتوبر 1982 في جمهورية يوغوسلافيا الاشتراكية الاتحادية، هو لاعب كرة قدم بوسني. يلعب كمدافع. مثّل منتخب البوسنة والهرسك لكرة القدم.

## المسيرة الاحترافية

### أندية لعب لها
- نادي شيروكي برييغ

## روابط خارجية
- جوزيب توبيتش على موقع قاعدة بيانات كرة القدم.إي يو (الإنجليزية)
- جوزيب توبيتش على موقع ناشيونال فوتبول تيمز (الإنجليزية)